# Eumenes rufomaculatus
Eumenes rufomaculatus är en stekelart som först beskrevs av Fox 1899.  Eumenes rufomaculatus ingår i släktet krukmakargetingar, och familjen Eumenidae. Inga underarter finns listade i Catalogue of Life.